# Toshiaki Tanaka

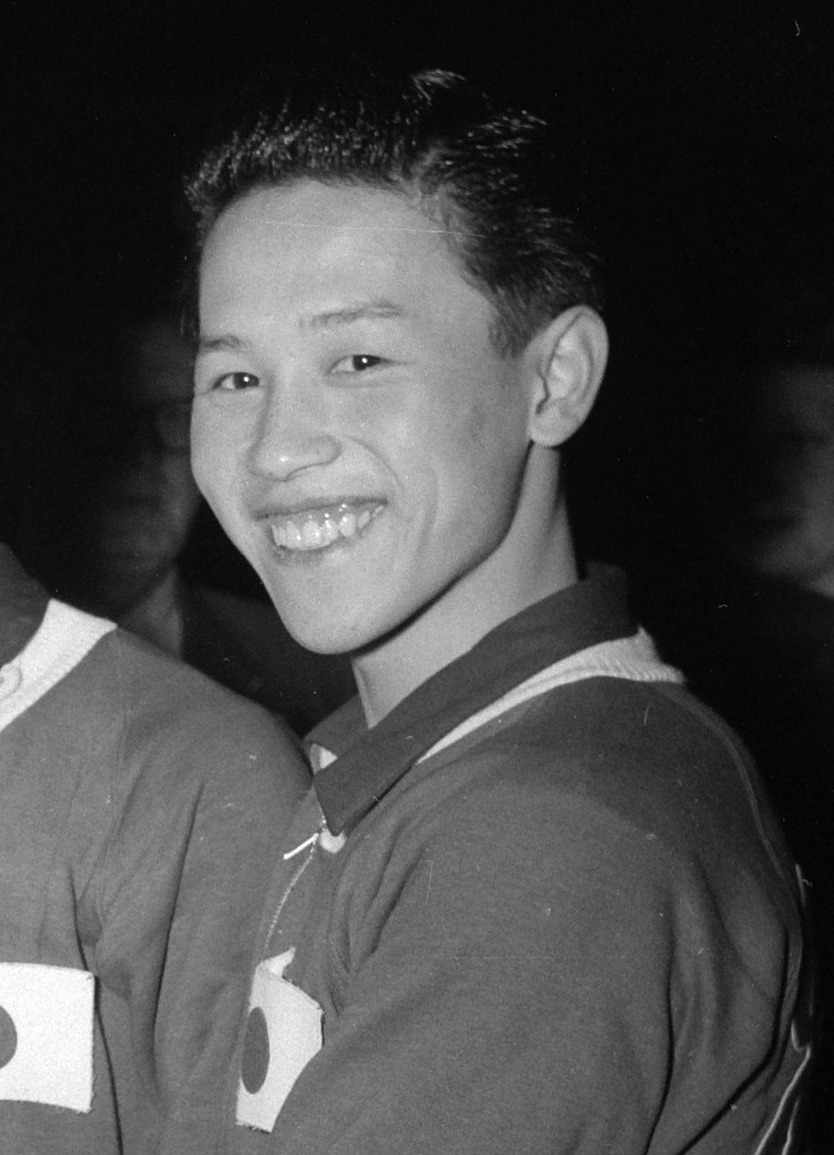
Toshiaki Tanaka in 1955

Toshiaki Tanaka (田中 利明) (24 februari 1935 - 6 februari 1998) was een Japans tafeltennisser. Hij won vijf titels op de wereldkampioenschappen tafeltennis, waaronder individuele toernooizeges in 1955 en 1957. In 1993 werd hij opgenomen in de ITTF Hall of Fame.

## WK-historie
Tanaka versloeg in Utrecht 1955 in de finale de Joegoslaaf Žarko Dolinar (3-0) voor zijn eerste individuele mondiale titel. Met het wereldkampioenschap volgde hij zijn landgenoot Ichiro Ogimura op. De Japanners troffen elkaar tijdens het WK 1956 in de finale, die Ogimura met 2-3 won. Een jaar later volgde opnieuw een WK-finale tussen Tanaka en Ogimura, maar ditmaal trok eerstgenoemde met 3-0 aan het langste eind. Tanaka behaalde daarmee zijn tweede individuele wereldtitel, waardoor zowel hij als Ogimura als tweevoudig wereldkampioen de boeken inging.
Naast twee wereldkampioenschappen in het enkelspel, won Tanaka met het Japanse team in 1955, 1956 en 1957 drie wereldtitels op rij in het landentoernooi.

## TTV Tanaka
In het Noord-Brabantse Etten-Leur richtten de Nederlanders Rien van Thoor en Marius van Rijckevorsel op 30 mei 1969 tafeltennisclub TTV Tanaka op. Deze is vernoemd naar de Japanse oud-wereldkampioen en is sindsdien nooit van naam veranderd. Het mannenteam van Tanaka reikte in 2004 tot aan de tweede divisie van Nederland.
Het eerste damesteam van Tanaka, bestaande uit Marian Wagemakers, Adi Snijders en Jolanda Noordam werd als meisjesteam in 1974 Nederlands Kampioen bij de jeugd. De jeugdspeelsters  kregen dispensatie om deel te gaan nemen aan de seniorencompetitie en werden achtereenvolgens kampioen in de overgangsklasse en in de hoofdklasse. In het najaar van 1975 kon het team onder leiding van Peter Ruedisueli zelfs beginnen in de ereklasse, het hoogste niveau. Dankzij de aldaar bereikte 3e plaats, speelde het team op 29 september 1976 in een bomvolle sporthal “De Lage Banken” in Etten-Leur een Europacup II duel tegen de Joegoslavische club Vojvodina uit de stad Novi Sad. Dit duel werd met 5-1 gewonnen. De tweede wedstrijd kon dankzij de loting ook in Etten-Leur gespeeld worden en wel tegen Weiss-Rot-Weiss uit het West-Duitse Kleve. Dit duel werd met 2-5 verloren.
Eind 1976 verliet Marian Wagemakers de club en completeerde Lisette Vaessen het damesteam. Na een kort verblijf in de hoofdklasse, in het najaar van 1977, kon in het voorjaar van 1978 weer in de ereklasse van start worden gegaan. Tot en met het voorjaar van 1979 behield het team haar plek in wat tegenwoordig de eredivisie genoemd wordt. Het damesteam viel in de zomer van 1979 uit elkaar door vertrek van de speelsters naar elders. 